# ローマ略奪 (455年)
ローマ略奪（ローマりゃくだつ）とは、455年6月2日にヴァンダルのガイセリックが西ローマ帝国のローマに侵攻し、略奪を行った事件である。古代ローマで4度発生した異民族による略奪行為のうち、3度目の略奪である。この略奪により、ユピテル神殿の屋根に葺かれた銅の装飾などが剥がされたほか、神殿本体も火をつけられるなど文化的に重要な施設にも被害がでた。西ローマ皇帝ペトロニウス・マクシムスは逃亡を図り、暴徒化した民衆によって暗殺された。
またヴァンダルによって引き起こされたこの略奪は、破壊行為や野蛮な行いを意味する「ヴァンダリズム」という言葉の語源となっている。

## 背景
440年代、ヴァンダル王であったガイセリックと西ローマ皇帝ウァレンティニアヌス3世は、両国の同盟を強化するために互いの子女であるフネリックと皇女エウドキアの間に婚約を結び、442年には平和条約を締結した。
455年にウァレンティニアヌス3世が暗殺されると、ペトロニウス・マクシムス(以下、マクシムス帝)が西ローマ皇帝位についた。マクシムス帝はウァレンティニアヌス3世の未亡人たるリキニア・エウドクシアと結婚し、息子のパラディウスにフネリックと婚約を結んでいた皇女エウドキアを娶らせた。夫の暗殺後、マクシムス帝に略奪されたエウドクシアはヴァンダルに助けを求めて、マクシムス帝を皇帝位から降ろそうとした。ガイセリックはエウドクシアによる救援要請と、フネリックとエウドキアの婚約破棄を平和協定の破棄とみなし、これを口実にローマへ出航し、テヴェレ川河口のオスティア・アンティカに上陸した。

## 経過

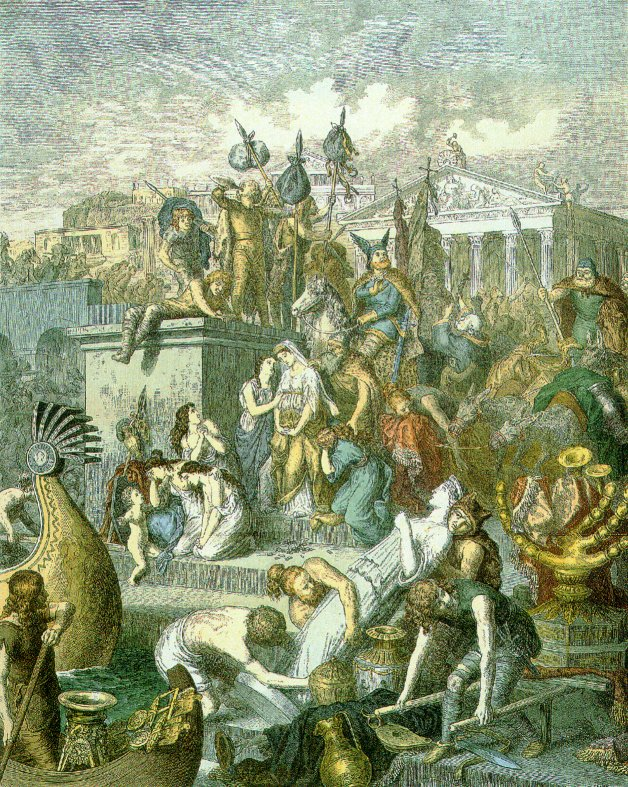
ヴァンダル族のローマ略奪（455年）

ガイセリックがローマへ出航したとの一報がローマ市内に広まると、市内はパニックに陥り、住民の多くが逃亡した。マクシムス帝はこの事態に無為無策であったが、ヴァンダルを防禦できないと悟るや否や逃亡を試み、5月31日、暴徒化した群衆によって息子のパラディウスとともに殺害されたと考えられる。
ヴァンダルは街に近づく前に、街の水道橋をすべて倒した。それに対し教皇レオ1世は、古代都市を破壊したり住民を殺害したりしないように要求した。これをガイセリックが同意したため、ローマの城門が開放された。
しかし入城したガイセリック軍は教皇との約束は履行しなかった。二週間に渡って都市は略奪され、公有私有を問わずローマに存在するあらゆる財宝が没収され、膨大な量の金銀財貨が持ち去られた。この略奪によりカンピドリオの丘にあったユピテル神殿は屋根に葺かれた銅の装飾などが剥がされたほか、神殿本体も火をかけられるなど文化的に重要な施設にも被害がでた。皇后エウドクシアと娘エウドキアとプラキディア、そして船大工や水道・浴場の設計師など多くの職人がカルタゴに連れ去られた。高貴な人物が数多く人質とされ身代金徴収の具にされた他、多数の住民が奴隷として連行され、売り払われた。皇女エウドキアは当初の婚約通り、456年にヴァンダル王子フネリックと結婚した。

## 評価
殺人と暴力がほとんどなかったことに加え、ヴァンダルが都市の建物を燃やさなかったという点で、比較的「クリーン」に略奪が行われたという評価がある。この解釈は、教皇レオ1世が暴力を控えるようにガイセリックを説得したことが成功したとの主張に起因する。しかし、カルタゴの聖職者であったウィタのウィクトルは、奴隷として売ることを目的に、ローマからたくさんの船員が到着したと記録している。同様に、ビザンツ帝国の歴史家プロコピオスは、教会が焼失したと報告している。現代の歴史家であるジョン・ヘンリー・ハーレンは寺院、公共建造物、民家、そして皇帝の宮殿でさえ略奪されたと述べた。